# Barry Williams
Barry Williams (Santa Mónica, California, EE. UU., 30 de septiembre de 1954) es un actor de televisión estadounidense.

## Biografía
Hijo de Doris May Moore y el nacido canadiense Frank Millar Blenkhorn, decidió siendo aun un niño convertirse en actor y en 1967 debutó como tal en un episodio de la serie de televisión Dragnet, con tan solo 13 años. Sucesivamente aparece como actor invitado en series como The Invaders, That Girl, Mission: Impossible y The Mod Squad, hasta que es seleccionado para el papel de Greg Brady en la popular sitcom The Brady Bunch (1969-1974). El personaje hace de Williams uno de los rostros más populares de la pequeña pantalla del momento, al igual que el resto de los intérpretes que integran el reparto.
Al igual que otros de los actores de la serie, su trayectoria posterior ha estado muy vinculada al personaje que le proporcionó la fama, y repitió papel en el show The Brady Bunch Hour (1976-1977) y en posteriores películas rodadas para televisión: The Brady Girls Get Married (1981), A Very Brady Christmas (1988) y la serie The Bradys (1990).
Por lo demás, intervino en varios musicales como Grease, The Sound of Music  y West Side Story, y también probó suerte en el mundo de la música. 
En la temporada 2001-2002 dio vida a Dean Strickland en la serie S Club 7 in Hollywood. 
En 1992 publicó su autobiografía, titulada Growing Up Brady: I Was a Teenage Greg, que fue llevada al cine, siendo el papel de William interpretado por el actor Adam Brody.